# Raddiella esenbeckii
Raddiella esenbeckii är en gräsart som först beskrevs av Ernst Gottlieb von Steudel, och fick sitt nu gällande namn av Cléofe Elsa Calderón och Thomas Robert Soderstrom. Raddiella esenbeckii ingår i släktet Raddiella och familjen gräs. Inga underarter finns listade i Catalogue of Life.